# Чемпионат мира по академической гребле 1975
5-й чемпионат мира по академической гребле прошёл с 23 по 31 августа 1975 года в Ноттингеме (Великобритания).

## Медалисты

### Мужчины
| Дисциплина                | Золото | Золото  | Серебро | Серебро | Бронза | Бронза  |
| ------------------------- | --- | ------- | --- | ------- | --- | ------- |
| Одиночки M1x              | Петер-Михаэль Кольбе ФРГ | 7:10,08 | Шон Дря Ирландия | 7:12,50 | Мартин Винтер ГДР | 7:13,83 |
| Двойки парные M2x         | Норвегия · Альф Хансен · Франк Хансен | 6:34,49 | ГДР · Йоахим Драйфке · Юрген Бертов | 6:35,10 | Великобритания · Кристофер Бейлю · Майкл Харт | 6:39,61 |
| Двойки без рулевых M2-    | ГДР · Бернд Ландфойгт · Йорг Ландфойгт | 7:06,40 | Болгария · Георгий Георгиев · Валентин Стоев | 7:10,81 | Нидерланды · Ян ван дер Хорст · Виллем Бусхотен | 7:11,49 |
| Двойки с рулевыми M2+     | ГДР · Йорг Лукке · Вольфганг Гункель · Бернд Фрич (рул) | 7:16,24 | Польша · Рышард Стаднюк · Гжегож Стелляк · Рышард Кубяк (рул) | 7:19,43 | ФРГ Томас Хицблек Клаус Егер Хольгер Хокке (рул) | 7:20,13 |
| Четвёрки парные M4x       | ГДР · Штефан Вайсе · Вольфганг Гюльденпфенниг · Вольфганг Хёниг · Кристоф Кройцигер                                                                                 | 5:57,44 | Чехословакия · Филип Кудела · Зденек Пецка · Вацлав Вохоска · Ярослав Геллебранд                                                                                               | 6:00,28 | СССР · Витаутас Буткус · Юрий Якимов · Айвар Лаздениекс · Евгений Дулеев                                                                                             | 6:00,42 |
| Четвёрки без рулевых M4-  | ГДР · Зигфрид Брицке · Андреас Деккер · Штефан Земмлер · Вольфганг Магер                                                                                            | 6:13,81 | СССР · Рауль Арнеманн · Николай Кузнецов · Сергей Поздеев · Анушаван Гасан-Джалалов                                                                                            | 6:18,82 | Румыния · Николае Симьон · Эрнест Гал · Кристиан Джорджеску · Константин Нистор                                                                                      | 6:24,09 |
| Четвёрки с рулевыми M4+   | СССР · Владимир Ешинов · Николай Иванов · Александр Сема · Александр Клепиков · Александр Лукьянов (рул)                                                            | 6:31,46 | ГДР · Андреас Шульц · Рюдигер Кунце · Вальтер Диснер · Ульрих Диснер · Вольфганг Гросс (рул)                                                                                   | 6:36,47 | ФРГ Ханс-Йохан Фербер Ральф Кубайл Дитер Книф Петер Нихузен Хартмут Венцель (рул)                                                                                    | 6:40,93 |
| Восьмёрки M8+             | ГДР · Юрген Арндт · Готтфрид Дён · Дитер Вендиш · Фридрих Ульрих · Вернер Клатт · Роланд Костульски · Ульрих Карнац · Карл-Хайнц Прудёль · Клаус-Дитер Людвиг (рул) | 5:39,01 | СССР · Игорь Коннов · Александр Плюшкин · Евгений Янковский · Василий Потапов · Николай Иванов · Владимир Васильев · Антанас Чикотас · Анатолий Немтырёв · Игорь Рудаков (рул) | 5:41,34 | Новая Зеландия · Грант Маколи · Александр Маклейн · Дэвид Роджер · Атол Эрл · Линдси Уилсон · Росс Коллиндж · Тревор Кокер · Питер Дигнан · Дэвид Саймонс (рул)      | 5:43,61 |
| Лёгкий вес                | |         | |         | |         |
| Одиночки LM1x             | Рето Висс Швейцария | 7:41,69 | Раймунд Хаберль Австрия | 7:48,04 | Уильям Бельден США | 7:51,61 |
| Четвёрки без рулевых LM4- | Франция · Франсис Пелегри · Мишель Пикар · Андре Купа · Андре Пикар                                                                                                 | 6:47,31 | Великобритания · Николас Ти · Грэм Холл · Кристофер Друри · Дэниел Топольски                                                                                                   | 6:49,23 | Австралия · Кэмпбелл Джонстон · Эндрю Мичелмор · Джеффри Рис · Колин Смит                                                                                            | 6:52,13 |
| Восьмёрки LM8+            | ФРГ Ханс-Херманн Майер Пауль Луц Эккехард Браун Герхард Майе Вольфганг Фрич Фолькер Бурен Гюнтер Лобинг Бернд Керкхоф Франк Ноймайстер (рул)                        | 6:26,09 | США · Чарльз Хоффман · Дэвид Фогель · Джон Данн · Эрик Азерлинд · Уильям Сойер · Родерик Джонсон · Шон Колган · Лейф Содерберг · Ричард Гроссман (рул)                         | 6:27,88 | Великобритания · Брайан Фентимен · Найджел Рид · Стюарт Фрейзер · Томас Моффат · Марк Харрис · Стивен Симпол · Кристофер Джордж · Энтони Стокинг · Алан Шерман (рул) | 6:29,87 |

### Женщины
| Дисциплина                      | Золото | Золото  | Серебро | Серебро | Бронза | Бронза  |
| ------------------------------- | --- | ------- | --- | ------- | --- | ------- |
| Одиночки W1x                    | Кристине Шайблих ГДР | 3:55,75 | Мариан Амбруш Венгрия | 4:06,29 | Геновайте Рамошкене СССР | 4:08,02 |
| Двойки парные W2x               | СССР · Елена Антонова · Галина Ермолаева | 3:33,70 | ГДР · Сабине Ян · Петра Бёслер | 3:34,99 | Болгария · Светла Оцетова · Здравка Йорданова | 3:37,40 |
| Двойки без рулевых W2-          | ГДР · Сабине Дене · Ангелика Ноак | 3:49,83 | СССР · Янина Гжибовская · Рута Вейнберга | 3:50,61 | Румыния · Анджелика Кертик · Марлена Предеску | 3:54,25 |
| Четвёрки парные с рулевыми W4x+ | ГДР · Росвита Райхель · Урсула Вагнер · Ютта Лау · Анке Грюнберг · Лиане Вайгельт (рул)                                                           | 3:21,61 | Болгария · Искра Велинова · Верка Алексиева · Траянка Владимирова · Светлана Гинчева · Станка Вакрилова (рул)                                   | 3:24,12 | СССР · Надежда Щербак · Валентина Ивченкова · Галина Беляева · Антонина Марискина · Ирина Моисеенко (рул)                                                      | 3:26,33 |
| Четвёрки с рулевыми W4+         | ГДР · Хельма Леман · Хенриетта Доблер · Дагмар Бауэр · Ирина Мюллер · Сабине Бринкер (рул)                                                        | 3:24,18 | Болгария · Марийка Модева · Рени Йорданова · Лиляна Васева · Гинка Гюрова · Капка Георгиева (рул)                                               | 3:27,77 | ФРГ Теа Айнёдер Эдит Экбауэр Дорис Лайферман Карин Гондолач Зузанне Тинель (рул)                                                                               | 3:29.80 |
| Восьмёрки W8+                   | ГДР · Виола Горецки · Кристиане Кнеч · Илона Рихтер · Бианка Шведе · Моника Каллис · Ренате Ной · Розель Ниче · Дорис Мосиг · Марина Вильке (рул) | 3:14,53 | США · Кристин Эрнст · Кэрол Браун · Нэнси Сторрз · Вики Ройден · Клаудия Шнайдер · Энн Уорнер · Гейл Пирсон · Кэри Грейвз · Линн Силлиман (рул) | 3:16,21 | Румыния · Элена Аврам · Юлиана Балабан · Валерия Аврам · Аурелия Маринеску · Кристель Вьенер · Филигония Толл · Флорика Петку · Елена Опря · Анета Матей (рул) | 3:18,50 |

## Командный зачёт
| Место | Страна         | Золото | Серебро | Бронза | Всего |
| ----- | -------------- | ------ | ------- | ------ | ----- |
| 1     | ГДР            | 10     | 3       | 1      | 14    |
| 2     | СССР           | 2      | 3       | 3      | 8     |
| 3     | ФРГ            | 2      | 0       | 3      | 5     |
| 4     | Норвегия       | 1      | 0       | 0      | 1     |
| 4     | Франция        | 1      | 0       | 0      | 1     |
| 4     | Швейцария      | 1      | 0       | 0      | 1     |
| 7     | Болгария       | 0      | 3       | 1      | 4     |
| 8     | США            | 0      | 2       | 1      | 3     |
| 9     | Великобритания | 0      | 1       | 2      | 3     |
| 10    | Австрия        | 0      | 1       | 0      | 1     |
| 10    | Венгрия        | 0      | 1       | 0      | 1     |
| 10    | Ирландия       | 0      | 1       | 0      | 1     |
| 10    | Польша         | 0      | 1       | 0      | 1     |
| 10    | Чехословакия   | 0      | 1       | 0      | 1     |
| 15    | Румыния        | 0      | 0       | 3      | 3     |
| 16    | Австралия      | 0      | 0       | 1      | 1     |
| 16    | Нидерланды     | 0      | 0       | 1      | 1     |
| 16    | Новая Зеландия | 0      | 0       | 1      | 1     |
| Всего | Всего          | 17     | 17      | 17     | 51    |

 Страна — хозяйка соревнований